# Joël Lautier
Joël Lautier, né le 12 avril 1973 à Scarborough au Canada, est un joueur d'échecs français. Il est grand maître international depuis 1990 et a été candidat au titre mondial en 1994.
Premier Français depuis Alexandre Alekhine à appartenir à l'élite mondiale des échecs, il fut notamment champion du monde des moins de 14 ans en 1986 et champion du monde junior en 1988. Il a pendant longtemps eu un score positif contre Garry Kasparov, le battant notamment au tournoi de Linares en 1994 et à Amsterdam en 1995 où il remporta le tournoi devant  le champion du monde. Il s'est retiré de la compétition de haut niveau en 2008.
En janvier 2008, son dernier classement Elo publié est de 2 658 points, son record étant de 2 687 points en janvier 2002.

## Biographie et carrière

### Champion du monde junior (1988)
Joël Lautier apprend à jouer aux échecs à trois ans et demi par sa mère japonaise. Il fait ses débuts au club parisien de Caïssa, où sa précocité fait immédiatement de lui un espoir pour l'élite. En 1985, à douze ans, Lautier marque la moitié des points lors de l'open de Lugano (adultes) et termine sixième du championnat de France interligues. En 1986, il termine quatrième ex æquo du championnat de France international junior et deuxième du championnat d'échecs de Paris. La même année, en juillet, il remporte le Championnat du monde des moins de 14 ans à San Juan (Porto Rico) devant les prodiges hongroises Susan et Judit Polgár, et devient ainsi le premier jeune Français à obtenir un titre mondial.
Il récidive deux ans plus tard, à Adélaïde (Australie) où, âgé de 15 ans, il devient le plus jeune Champion du monde junior. Avec 9 points sur 13, il a autant de points que les joueurs soviétiques Vassili Ivantchouk, Boris Guelfand et Grigori Serper mais est classé premier car il a remporté plus de parties que ses concurrents (il a réalisé huit victoires, deux nulles et trois défaites).

### Grand maître international (1990)
En 1987, Lautier termine troisième du championnat de France (adultes). Il devient maître international en 1988 (première norme au tournoi de Vivy en décembre 1987). En janvier 1989, il est classé quatrième joueur français et devient grand maître international en 1990.

### Vie privée
Lautier fut l'époux d'Almira Skripchenko de 1996 à 2001.

### Succès dans les tournois internationaux (années 1990 et 2000)

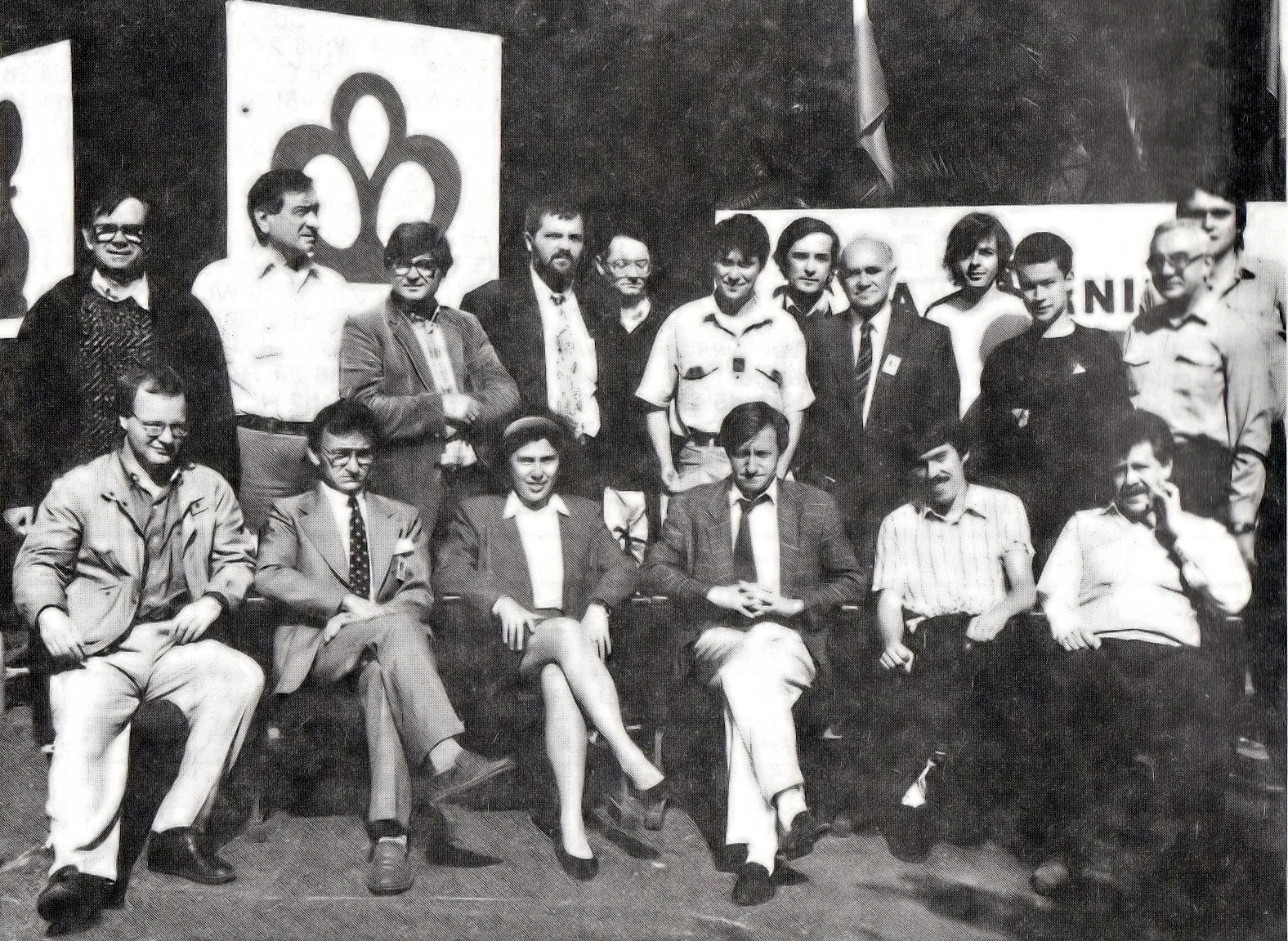
Joël Lautier (au deuxième rang, deuxième à droite) au tournoi mémorial Rubinstein de Polanica-Zdrój en 1991.

Lautier participe régulièrement aux plus grands tournois du circuit. Ses principaux faits d'armes sont des victoires aux tournois suivants :
- Lyon 1990 (tournoi zonal) ;
- Polanica-Zdrój (mémorial Rubinstein) en 1991, remporté devant András Adorján, Jan Smejkal, Oleg Romanichine et Sergueï Dolmatov ;
- le tournoi d'échecs de Pampelune, en 1992-1993, avec 7 points sur 9 (performance Elo de 2 796) et deux points d'avance devant Miguel Illescas (5) et Vladimir Kramnik (4,5) ;
- le mémorial Max Euwe à Amsterdam, en 1995 (catégorie 18), remporté devant Garry Kasparov qu'il battit pour la deuxième fois (après Linares en 1994) ;
- Úbeda (catégorie 16)  en février 1997, 8 points sur 11 (+5 =6, performance à 2 814 Elo), 1,5 points devant Beliavski (6,5/11), Bareïev (6), Khalifman (6), Almasi, Kortchnoï, Youssoupov, Andersson, Lékó, Timman, Akopian et Illescas[4] ;
- le tournoi Sigeman & Co à Malmö 1998, ex æquo avec Igor Miladinović ;
- Harplinge (Suède) en 1998,  6,5/9 (+4 =5), ex æquo avec Curt Hansen[5] ;
- Bad Zwesten 1999[6] (ex æquo avec Baklan et Chtchekatchev) ;
- le Masters d'Enghien-les-Bains, en 1999 (catégorie 15).
- Mondariz (tournoi zonal) en 2000 ;
- le championnat de Paris en 2000 (1er-9e de l'open international, ex æquo avec S. Savtchenko, Dimitrov, Glek, Lanka, Palac, Timochenko, Schneider et Chtchekatchev[7]) ;
- le tournoi de Poïkovski (tournoi Karpov) 2003  en Sibérie, ex æquo avec Peter Svidler.

### Victoires contre Kasparov (1994 et 1995)
En 1994, invité du prestigieux tournoi de Linares, Lautier rencontre pour la première fois le champion du monde Garry Kasparov et l'emporte à la surprise générale, qui plus est avec les pièces noires.  Lautier termine 5e-6e du tournoi de Linares 1994, ex æquo avec Kramnik.
Après deux parties nulles en 1994 lors du tournoi Crédit suisse de Horgen et de la finale de la coupe d'Europe des clubs d'échecs, Kasparov prend sa revanche lors de leur quatrième rencontre pendant  l'olympiade d'échecs de 1994. Lautier reprend l'avantage lors du tournoi mémorial Max Euwe  d'Amsterdam en 1995 en battant Kasparov dans une partie et en remportant le tournoi. Les parties suivantes (classiques) disputées en 1995 (à Horgen), 1996 (au mémorial Max Euwe d'Amsterdam et à l'olympiade d' Erevan) et 1997 (au tournoi de Tilbourg) se terminent par la nulle. Lautier reste l'un des rares joueurs à avoir un score positif en parties classiques contre Kasparov (2 victoires, 1 défaite et 7 parties nulles en 10 parties, soit 5,5 à 4,5).
En 2001 et 2002, Lautier perd trois fois de suite en parties rapides contre Kasparov.

### Secondant de Kramnik (2000)
Lautier a été un des secondants de Vladimir Kramnik lors de sa victoire au championnat du monde d'échecs 2000 (classique) contre Garry Kasparov.

### Quart de finaliste du championnat du monde (2001)
En 1990, Lautier échoue à se qualifier pour le tournoi des candidats lors du tournoi interzonal de Manille. En 1993, il termine 2e-9e ex æquo avec Kramnik, Kamsky et Adams du tournoi interzonal de Bienne ; mais, lors du premier tour (huitième de finale) du tournoi des Candidats au championnat du monde 1996, disputé en 1994, il est éliminé par Jan Timman (3,5 à 4,5).
Lors des championnats du monde de la Fédération internationale des échecs à élimination directe, il est éliminé à deux reprises au troisième tour (seizième de finale) : en 1997 à Groningue et en 1999 à Las Vegas, battu à chaque fois par Boris Guelfand. En 2000, à New Delhi, il est sorti dès le premier tour par le Brésilien Rafael Leitão.
En 2001-2002, à Moscou, Lautier atteint les quarts de finale et s'incline  contre Vassili Ivantchouk, futur finaliste du tournoi. Comme de nombreux joueurs, il boycotte le Championnat du monde FIDE 2004 en Libye.
Lors de la coupe du monde d'échecs 2005, qualificative pour le tournoi des candidats de 2007, Lautier est battu lors du quatrième tour (huitième de finale) par Étienne Bacrot (1,5 à 2,5). Lors de matchs de classement, il perd dès le premier tour contre Magnus Carlsen (0,5 à 1,5), puis contre Loek van Wely et finit quinzième de la coupe du monde (après une partie nulle avec les pièces noires lors de partie de mort subite contre Konstantin Sakaïev).
| Année | Lieu                             | Résultat                                                        | Ultimes adversaires                                                | Adversaires battus                                                                          |
| ----- | -------------------------------- | --------------------------------------------------------------- | ------------------------------------------------------------------ | ------------------------------------------------------------------------------------------- |
| 1990  | Manille                          | 29e du tournoi interzonal (6,5 points sur 13)                   | 29e du tournoi interzonal (6,5 points sur 13)                      | 29e du tournoi interzonal (6,5 points sur 13)                                               |
| 1993  | Bienne                           | 2e-9e du tournoi interzonal (8,5 points sur 13)                 | 2e-9e du tournoi interzonal (8,5 points sur 13)                    | 2e-9e du tournoi interzonal (8,5 points sur 13)                                             |
| 1994  | Wijk aan Zee                     | 1er tour du tournoi des candidats, battu par Timman (3,5 à 4,5) | 1er tour du tournoi des candidats, battu par Timman (3,5 à 4,5)    | 1er tour du tournoi des candidats, battu par Timman (3,5 à 4,5)                             |
| 1997  | Groningue                        | troisième tour                                                  | Boris Guelfand                                                     | Zbyněk Hráček                                                                               |
| 1999  | Las Vegas                        | troisième tour                                                  | Boris Guelfand                                                     | Watu Kobese, Konstantin Sakaïev                                                             |
| 2000  | New Delhi                        | premier tour                                                    | Rafael Leitão                                                      |                                                                                             |
| 2001  | Moscou                           | quart de finale (cinquième tour)                                | Vassili Ivantchouk                                                 | Dibyendu Barua, Sergueï Chipov, Aleksandr Khalifman, Predrag Nikolić                        |
| 2004  | Tripoli                          | absent du championnat du monde                                  | absent du championnat du monde                                     | absent du championnat du monde                                                              |
| 2005  | Khanty-Mansiïsk (coupe du monde) | quatrième tour (quinzième)                                      | Étienne BacrotMagnus Carlsen, Loek van Wely (matchs de classement) | Alekseï Pridorojny, Alexander Ivanov Ievgueni NaïerKonstantin Sakaïev (match de classement) |

### Membre de l'Équipe de France

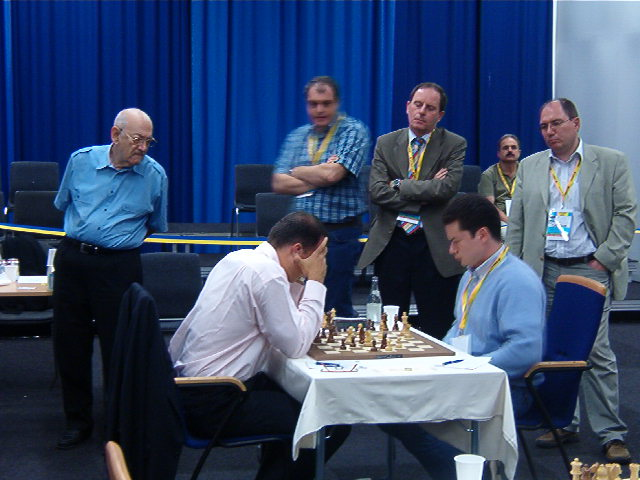
Joël Lautier (à droite) affrontant Ivan Sokolov au championnat d'Europe par équipes en 2005.
Parmi les spectateurs se trouve Victor Korchnoi (à gauche).

Avec l'équipe de France, Joël Lautier participe à sept olympiades d'échecs (cinq olympiades de 1990 à 1998, puis en 2004 et 2006), jouant au premier échiquier dans les années 1990 et en 2004, puis au deuxième échiquier en 2006. En 1992, il marque 75 % des points (9 sur 12) et finit à la  quatrième place au classement individuel au premier échiquier. En 2006, il marque 8 points sur 11 (+5 =6) au deuxième échiquier et la France réalise son meilleur résultat aux olympiades en terminant à la septième place au classement général.
Il devient vice-champion d'Europe par équipes en novembre 2001 à León, en remportant au passage deux médailles d'or : meilleur score au deuxième échiquier et meilleure performance Elo du tournoi (2 871) avec 7,5 points sur 9 (+6 =3). Il participe cinq fois à cette compétition : en 1989, 2001 et 2005 au 2e échiquier ; en 1999 et 2003 au premier échiquier. En 2005, il joue à nouveau au deuxième échiquier et l'équipe de France se classe troisième.

### Champion de France (2004 et 2005)
Lautier termine à la troisième place lors du championnat de France 1987. Dans les années 2000, il finit 1er-2e du championnat de France en 2002 (deuxième au départage), puis deuxième en 2003. Il devient champion de France 2004 à Val-d'Isère, et de nouveau en 2005, à Chartres.

### Meilleur classement Elo

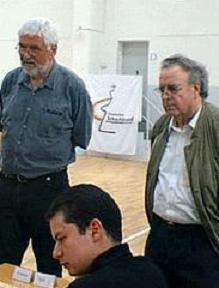
Lautier (au premier plan) à Solingen en 2002.

Il atteint son niveau classement Elo le plus élevé en janvier 2002, avec 2 687 points Elo. Son meilleur classement mondial est une 13e place au classement FIDE en janvier 1995.
Son dernier classement Elo publié est de 2 658 obtenu en janvier 2008.

### Engagements dans l'organisation des échecs (depuis 2003)
Lautier joue moins depuis 2003, s'investissant dorénavant dans les instances nationales et internationales. Il annonce d'ailleurs son retrait progressif en décembre 2005, déclarant qu'il passerait de plus en plus de temps à faire « autre chose ».
Il fonde et préside un temps l'Association of Chess Professionals (ACP), mais il ne se représente pas aux élections organisées en décembre 2005. Cette association a pour objet la défense des intérêts des joueurs d’échecs professionnels, la pratique des échecs et la promotion mondiale de cette activité, notamment par l’organisation des compétitions échiquéennes et autres manifestations.
L'ACP a notamment coorganisé le Championnat du monde d'échecs 2004 (classique) entre Vladimir Kramnik et Péter Lékó en 2004.
Il est également de 2007 à 2009 l'un des deux vice-présidents de la Fédération française des échecs (FFE).
Depuis 2006, il fait du conseil en entreprises, en Russie et habite Moscou.
En décembre 2008, la FFE le nomme sélectionneur de l'équipe de France.

## Une partie remarquable: victoire sur Garry Kasparov
Lors de la dernière ronde du tournoi de Linares (Espagne) en 1994, Joël Lautier bat avec les pièces noires le champion du monde en titre Garry Kasparov, réussissant à avoir deux dames sur l'échiquier, après une risquée et habile manœuvre.
|   | a | b | c | d | e | f | g | h |   |
| 8 | Tour noire sur case blanche a8 · Tour noire sur case noire f8 · Roi noir sur case blanche g8 · Fou noir sur case noire a7 · Pion noir sur case noire c7 · Pion noir sur case blanche f7 · Pion noir sur case noire g7 · Fou noir sur case blanche e6 · Dame noire sur case noire f6 · Pion noir sur case noire h6 · Pion noir sur case blanche b5 · Pion noir sur case blanche d5 · Cavalier noir sur case noire b4 · bas sur case noire d4 · Cavalier blanc sur case blanche b3 · Pion noir sur case noire c3 · Cavalier blanc sur case blanche f3 · Pion blanc sur case blanche h3 · bas sur case blanche c2 · Dame blanche sur case blanche e2 · Pion blanc sur case noire f2 · Pion blanc sur case blanche g2 · Tour blanche sur case noire a1 · Fou blanc sur case blanche b1 · Fou blanc sur case noire c1 · Tour blanche sur case blanche f1 · Roi blanc sur case noire g1 | Tour noire sur case blanche a8 · Tour noire sur case noire f8 · Roi noir sur case blanche g8 · Fou noir sur case noire a7 · Pion noir sur case noire c7 · Pion noir sur case blanche f7 · Pion noir sur case noire g7 · Fou noir sur case blanche e6 · Dame noire sur case noire f6 · Pion noir sur case noire h6 · Pion noir sur case blanche b5 · Pion noir sur case blanche d5 · Cavalier noir sur case noire b4 · bas sur case noire d4 · Cavalier blanc sur case blanche b3 · Pion noir sur case noire c3 · Cavalier blanc sur case blanche f3 · Pion blanc sur case blanche h3 · bas sur case blanche c2 · Dame blanche sur case blanche e2 · Pion blanc sur case noire f2 · Pion blanc sur case blanche g2 · Tour blanche sur case noire a1 · Fou blanc sur case blanche b1 · Fou blanc sur case noire c1 · Tour blanche sur case blanche f1 · Roi blanc sur case noire g1 | Tour noire sur case blanche a8 · Tour noire sur case noire f8 · Roi noir sur case blanche g8 · Fou noir sur case noire a7 · Pion noir sur case noire c7 · Pion noir sur case blanche f7 · Pion noir sur case noire g7 · Fou noir sur case blanche e6 · Dame noire sur case noire f6 · Pion noir sur case noire h6 · Pion noir sur case blanche b5 · Pion noir sur case blanche d5 · Cavalier noir sur case noire b4 · bas sur case noire d4 · Cavalier blanc sur case blanche b3 · Pion noir sur case noire c3 · Cavalier blanc sur case blanche f3 · Pion blanc sur case blanche h3 · bas sur case blanche c2 · Dame blanche sur case blanche e2 · Pion blanc sur case noire f2 · Pion blanc sur case blanche g2 · Tour blanche sur case noire a1 · Fou blanc sur case blanche b1 · Fou blanc sur case noire c1 · Tour blanche sur case blanche f1 · Roi blanc sur case noire g1 | Tour noire sur case blanche a8 · Tour noire sur case noire f8 · Roi noir sur case blanche g8 · Fou noir sur case noire a7 · Pion noir sur case noire c7 · Pion noir sur case blanche f7 · Pion noir sur case noire g7 · Fou noir sur case blanche e6 · Dame noire sur case noire f6 · Pion noir sur case noire h6 · Pion noir sur case blanche b5 · Pion noir sur case blanche d5 · Cavalier noir sur case noire b4 · bas sur case noire d4 · Cavalier blanc sur case blanche b3 · Pion noir sur case noire c3 · Cavalier blanc sur case blanche f3 · Pion blanc sur case blanche h3 · bas sur case blanche c2 · Dame blanche sur case blanche e2 · Pion blanc sur case noire f2 · Pion blanc sur case blanche g2 · Tour blanche sur case noire a1 · Fou blanc sur case blanche b1 · Fou blanc sur case noire c1 · Tour blanche sur case blanche f1 · Roi blanc sur case noire g1 | Tour noire sur case blanche a8 · Tour noire sur case noire f8 · Roi noir sur case blanche g8 · Fou noir sur case noire a7 · Pion noir sur case noire c7 · Pion noir sur case blanche f7 · Pion noir sur case noire g7 · Fou noir sur case blanche e6 · Dame noire sur case noire f6 · Pion noir sur case noire h6 · Pion noir sur case blanche b5 · Pion noir sur case blanche d5 · Cavalier noir sur case noire b4 · bas sur case noire d4 · Cavalier blanc sur case blanche b3 · Pion noir sur case noire c3 · Cavalier blanc sur case blanche f3 · Pion blanc sur case blanche h3 · bas sur case blanche c2 · Dame blanche sur case blanche e2 · Pion blanc sur case noire f2 · Pion blanc sur case blanche g2 · Tour blanche sur case noire a1 · Fou blanc sur case blanche b1 · Fou blanc sur case noire c1 · Tour blanche sur case blanche f1 · Roi blanc sur case noire g1 | Tour noire sur case blanche a8 · Tour noire sur case noire f8 · Roi noir sur case blanche g8 · Fou noir sur case noire a7 · Pion noir sur case noire c7 · Pion noir sur case blanche f7 · Pion noir sur case noire g7 · Fou noir sur case blanche e6 · Dame noire sur case noire f6 · Pion noir sur case noire h6 · Pion noir sur case blanche b5 · Pion noir sur case blanche d5 · Cavalier noir sur case noire b4 · bas sur case noire d4 · Cavalier blanc sur case blanche b3 · Pion noir sur case noire c3 · Cavalier blanc sur case blanche f3 · Pion blanc sur case blanche h3 · bas sur case blanche c2 · Dame blanche sur case blanche e2 · Pion blanc sur case noire f2 · Pion blanc sur case blanche g2 · Tour blanche sur case noire a1 · Fou blanc sur case blanche b1 · Fou blanc sur case noire c1 · Tour blanche sur case blanche f1 · Roi blanc sur case noire g1 | Tour noire sur case blanche a8 · Tour noire sur case noire f8 · Roi noir sur case blanche g8 · Fou noir sur case noire a7 · Pion noir sur case noire c7 · Pion noir sur case blanche f7 · Pion noir sur case noire g7 · Fou noir sur case blanche e6 · Dame noire sur case noire f6 · Pion noir sur case noire h6 · Pion noir sur case blanche b5 · Pion noir sur case blanche d5 · Cavalier noir sur case noire b4 · bas sur case noire d4 · Cavalier blanc sur case blanche b3 · Pion noir sur case noire c3 · Cavalier blanc sur case blanche f3 · Pion blanc sur case blanche h3 · bas sur case blanche c2 · Dame blanche sur case blanche e2 · Pion blanc sur case noire f2 · Pion blanc sur case blanche g2 · Tour blanche sur case noire a1 · Fou blanc sur case blanche b1 · Fou blanc sur case noire c1 · Tour blanche sur case blanche f1 · Roi blanc sur case noire g1 | Tour noire sur case blanche a8 · Tour noire sur case noire f8 · Roi noir sur case blanche g8 · Fou noir sur case noire a7 · Pion noir sur case noire c7 · Pion noir sur case blanche f7 · Pion noir sur case noire g7 · Fou noir sur case blanche e6 · Dame noire sur case noire f6 · Pion noir sur case noire h6 · Pion noir sur case blanche b5 · Pion noir sur case blanche d5 · Cavalier noir sur case noire b4 · bas sur case noire d4 · Cavalier blanc sur case blanche b3 · Pion noir sur case noire c3 · Cavalier blanc sur case blanche f3 · Pion blanc sur case blanche h3 · bas sur case blanche c2 · Dame blanche sur case blanche e2 · Pion blanc sur case noire f2 · Pion blanc sur case blanche g2 · Tour blanche sur case noire a1 · Fou blanc sur case blanche b1 · Fou blanc sur case noire c1 · Tour blanche sur case blanche f1 · Roi blanc sur case noire g1 | 8 |
| 7 | Tour noire sur case blanche a8 · Tour noire sur case noire f8 · Roi noir sur case blanche g8 · Fou noir sur case noire a7 · Pion noir sur case noire c7 · Pion noir sur case blanche f7 · Pion noir sur case noire g7 · Fou noir sur case blanche e6 · Dame noire sur case noire f6 · Pion noir sur case noire h6 · Pion noir sur case blanche b5 · Pion noir sur case blanche d5 · Cavalier noir sur case noire b4 · bas sur case noire d4 · Cavalier blanc sur case blanche b3 · Pion noir sur case noire c3 · Cavalier blanc sur case blanche f3 · Pion blanc sur case blanche h3 · bas sur case blanche c2 · Dame blanche sur case blanche e2 · Pion blanc sur case noire f2 · Pion blanc sur case blanche g2 · Tour blanche sur case noire a1 · Fou blanc sur case blanche b1 · Fou blanc sur case noire c1 · Tour blanche sur case blanche f1 · Roi blanc sur case noire g1 | Tour noire sur case blanche a8 · Tour noire sur case noire f8 · Roi noir sur case blanche g8 · Fou noir sur case noire a7 · Pion noir sur case noire c7 · Pion noir sur case blanche f7 · Pion noir sur case noire g7 · Fou noir sur case blanche e6 · Dame noire sur case noire f6 · Pion noir sur case noire h6 · Pion noir sur case blanche b5 · Pion noir sur case blanche d5 · Cavalier noir sur case noire b4 · bas sur case noire d4 · Cavalier blanc sur case blanche b3 · Pion noir sur case noire c3 · Cavalier blanc sur case blanche f3 · Pion blanc sur case blanche h3 · bas sur case blanche c2 · Dame blanche sur case blanche e2 · Pion blanc sur case noire f2 · Pion blanc sur case blanche g2 · Tour blanche sur case noire a1 · Fou blanc sur case blanche b1 · Fou blanc sur case noire c1 · Tour blanche sur case blanche f1 · Roi blanc sur case noire g1 | Tour noire sur case blanche a8 · Tour noire sur case noire f8 · Roi noir sur case blanche g8 · Fou noir sur case noire a7 · Pion noir sur case noire c7 · Pion noir sur case blanche f7 · Pion noir sur case noire g7 · Fou noir sur case blanche e6 · Dame noire sur case noire f6 · Pion noir sur case noire h6 · Pion noir sur case blanche b5 · Pion noir sur case blanche d5 · Cavalier noir sur case noire b4 · bas sur case noire d4 · Cavalier blanc sur case blanche b3 · Pion noir sur case noire c3 · Cavalier blanc sur case blanche f3 · Pion blanc sur case blanche h3 · bas sur case blanche c2 · Dame blanche sur case blanche e2 · Pion blanc sur case noire f2 · Pion blanc sur case blanche g2 · Tour blanche sur case noire a1 · Fou blanc sur case blanche b1 · Fou blanc sur case noire c1 · Tour blanche sur case blanche f1 · Roi blanc sur case noire g1 | Tour noire sur case blanche a8 · Tour noire sur case noire f8 · Roi noir sur case blanche g8 · Fou noir sur case noire a7 · Pion noir sur case noire c7 · Pion noir sur case blanche f7 · Pion noir sur case noire g7 · Fou noir sur case blanche e6 · Dame noire sur case noire f6 · Pion noir sur case noire h6 · Pion noir sur case blanche b5 · Pion noir sur case blanche d5 · Cavalier noir sur case noire b4 · bas sur case noire d4 · Cavalier blanc sur case blanche b3 · Pion noir sur case noire c3 · Cavalier blanc sur case blanche f3 · Pion blanc sur case blanche h3 · bas sur case blanche c2 · Dame blanche sur case blanche e2 · Pion blanc sur case noire f2 · Pion blanc sur case blanche g2 · Tour blanche sur case noire a1 · Fou blanc sur case blanche b1 · Fou blanc sur case noire c1 · Tour blanche sur case blanche f1 · Roi blanc sur case noire g1 | Tour noire sur case blanche a8 · Tour noire sur case noire f8 · Roi noir sur case blanche g8 · Fou noir sur case noire a7 · Pion noir sur case noire c7 · Pion noir sur case blanche f7 · Pion noir sur case noire g7 · Fou noir sur case blanche e6 · Dame noire sur case noire f6 · Pion noir sur case noire h6 · Pion noir sur case blanche b5 · Pion noir sur case blanche d5 · Cavalier noir sur case noire b4 · bas sur case noire d4 · Cavalier blanc sur case blanche b3 · Pion noir sur case noire c3 · Cavalier blanc sur case blanche f3 · Pion blanc sur case blanche h3 · bas sur case blanche c2 · Dame blanche sur case blanche e2 · Pion blanc sur case noire f2 · Pion blanc sur case blanche g2 · Tour blanche sur case noire a1 · Fou blanc sur case blanche b1 · Fou blanc sur case noire c1 · Tour blanche sur case blanche f1 · Roi blanc sur case noire g1 | Tour noire sur case blanche a8 · Tour noire sur case noire f8 · Roi noir sur case blanche g8 · Fou noir sur case noire a7 · Pion noir sur case noire c7 · Pion noir sur case blanche f7 · Pion noir sur case noire g7 · Fou noir sur case blanche e6 · Dame noire sur case noire f6 · Pion noir sur case noire h6 · Pion noir sur case blanche b5 · Pion noir sur case blanche d5 · Cavalier noir sur case noire b4 · bas sur case noire d4 · Cavalier blanc sur case blanche b3 · Pion noir sur case noire c3 · Cavalier blanc sur case blanche f3 · Pion blanc sur case blanche h3 · bas sur case blanche c2 · Dame blanche sur case blanche e2 · Pion blanc sur case noire f2 · Pion blanc sur case blanche g2 · Tour blanche sur case noire a1 · Fou blanc sur case blanche b1 · Fou blanc sur case noire c1 · Tour blanche sur case blanche f1 · Roi blanc sur case noire g1 | Tour noire sur case blanche a8 · Tour noire sur case noire f8 · Roi noir sur case blanche g8 · Fou noir sur case noire a7 · Pion noir sur case noire c7 · Pion noir sur case blanche f7 · Pion noir sur case noire g7 · Fou noir sur case blanche e6 · Dame noire sur case noire f6 · Pion noir sur case noire h6 · Pion noir sur case blanche b5 · Pion noir sur case blanche d5 · Cavalier noir sur case noire b4 · bas sur case noire d4 · Cavalier blanc sur case blanche b3 · Pion noir sur case noire c3 · Cavalier blanc sur case blanche f3 · Pion blanc sur case blanche h3 · bas sur case blanche c2 · Dame blanche sur case blanche e2 · Pion blanc sur case noire f2 · Pion blanc sur case blanche g2 · Tour blanche sur case noire a1 · Fou blanc sur case blanche b1 · Fou blanc sur case noire c1 · Tour blanche sur case blanche f1 · Roi blanc sur case noire g1 | Tour noire sur case blanche a8 · Tour noire sur case noire f8 · Roi noir sur case blanche g8 · Fou noir sur case noire a7 · Pion noir sur case noire c7 · Pion noir sur case blanche f7 · Pion noir sur case noire g7 · Fou noir sur case blanche e6 · Dame noire sur case noire f6 · Pion noir sur case noire h6 · Pion noir sur case blanche b5 · Pion noir sur case blanche d5 · Cavalier noir sur case noire b4 · bas sur case noire d4 · Cavalier blanc sur case blanche b3 · Pion noir sur case noire c3 · Cavalier blanc sur case blanche f3 · Pion blanc sur case blanche h3 · bas sur case blanche c2 · Dame blanche sur case blanche e2 · Pion blanc sur case noire f2 · Pion blanc sur case blanche g2 · Tour blanche sur case noire a1 · Fou blanc sur case blanche b1 · Fou blanc sur case noire c1 · Tour blanche sur case blanche f1 · Roi blanc sur case noire g1 | 7 |
| 6 | Tour noire sur case blanche a8 · Tour noire sur case noire f8 · Roi noir sur case blanche g8 · Fou noir sur case noire a7 · Pion noir sur case noire c7 · Pion noir sur case blanche f7 · Pion noir sur case noire g7 · Fou noir sur case blanche e6 · Dame noire sur case noire f6 · Pion noir sur case noire h6 · Pion noir sur case blanche b5 · Pion noir sur case blanche d5 · Cavalier noir sur case noire b4 · bas sur case noire d4 · Cavalier blanc sur case blanche b3 · Pion noir sur case noire c3 · Cavalier blanc sur case blanche f3 · Pion blanc sur case blanche h3 · bas sur case blanche c2 · Dame blanche sur case blanche e2 · Pion blanc sur case noire f2 · Pion blanc sur case blanche g2 · Tour blanche sur case noire a1 · Fou blanc sur case blanche b1 · Fou blanc sur case noire c1 · Tour blanche sur case blanche f1 · Roi blanc sur case noire g1 | Tour noire sur case blanche a8 · Tour noire sur case noire f8 · Roi noir sur case blanche g8 · Fou noir sur case noire a7 · Pion noir sur case noire c7 · Pion noir sur case blanche f7 · Pion noir sur case noire g7 · Fou noir sur case blanche e6 · Dame noire sur case noire f6 · Pion noir sur case noire h6 · Pion noir sur case blanche b5 · Pion noir sur case blanche d5 · Cavalier noir sur case noire b4 · bas sur case noire d4 · Cavalier blanc sur case blanche b3 · Pion noir sur case noire c3 · Cavalier blanc sur case blanche f3 · Pion blanc sur case blanche h3 · bas sur case blanche c2 · Dame blanche sur case blanche e2 · Pion blanc sur case noire f2 · Pion blanc sur case blanche g2 · Tour blanche sur case noire a1 · Fou blanc sur case blanche b1 · Fou blanc sur case noire c1 · Tour blanche sur case blanche f1 · Roi blanc sur case noire g1 | Tour noire sur case blanche a8 · Tour noire sur case noire f8 · Roi noir sur case blanche g8 · Fou noir sur case noire a7 · Pion noir sur case noire c7 · Pion noir sur case blanche f7 · Pion noir sur case noire g7 · Fou noir sur case blanche e6 · Dame noire sur case noire f6 · Pion noir sur case noire h6 · Pion noir sur case blanche b5 · Pion noir sur case blanche d5 · Cavalier noir sur case noire b4 · bas sur case noire d4 · Cavalier blanc sur case blanche b3 · Pion noir sur case noire c3 · Cavalier blanc sur case blanche f3 · Pion blanc sur case blanche h3 · bas sur case blanche c2 · Dame blanche sur case blanche e2 · Pion blanc sur case noire f2 · Pion blanc sur case blanche g2 · Tour blanche sur case noire a1 · Fou blanc sur case blanche b1 · Fou blanc sur case noire c1 · Tour blanche sur case blanche f1 · Roi blanc sur case noire g1 | Tour noire sur case blanche a8 · Tour noire sur case noire f8 · Roi noir sur case blanche g8 · Fou noir sur case noire a7 · Pion noir sur case noire c7 · Pion noir sur case blanche f7 · Pion noir sur case noire g7 · Fou noir sur case blanche e6 · Dame noire sur case noire f6 · Pion noir sur case noire h6 · Pion noir sur case blanche b5 · Pion noir sur case blanche d5 · Cavalier noir sur case noire b4 · bas sur case noire d4 · Cavalier blanc sur case blanche b3 · Pion noir sur case noire c3 · Cavalier blanc sur case blanche f3 · Pion blanc sur case blanche h3 · bas sur case blanche c2 · Dame blanche sur case blanche e2 · Pion blanc sur case noire f2 · Pion blanc sur case blanche g2 · Tour blanche sur case noire a1 · Fou blanc sur case blanche b1 · Fou blanc sur case noire c1 · Tour blanche sur case blanche f1 · Roi blanc sur case noire g1 | Tour noire sur case blanche a8 · Tour noire sur case noire f8 · Roi noir sur case blanche g8 · Fou noir sur case noire a7 · Pion noir sur case noire c7 · Pion noir sur case blanche f7 · Pion noir sur case noire g7 · Fou noir sur case blanche e6 · Dame noire sur case noire f6 · Pion noir sur case noire h6 · Pion noir sur case blanche b5 · Pion noir sur case blanche d5 · Cavalier noir sur case noire b4 · bas sur case noire d4 · Cavalier blanc sur case blanche b3 · Pion noir sur case noire c3 · Cavalier blanc sur case blanche f3 · Pion blanc sur case blanche h3 · bas sur case blanche c2 · Dame blanche sur case blanche e2 · Pion blanc sur case noire f2 · Pion blanc sur case blanche g2 · Tour blanche sur case noire a1 · Fou blanc sur case blanche b1 · Fou blanc sur case noire c1 · Tour blanche sur case blanche f1 · Roi blanc sur case noire g1 | Tour noire sur case blanche a8 · Tour noire sur case noire f8 · Roi noir sur case blanche g8 · Fou noir sur case noire a7 · Pion noir sur case noire c7 · Pion noir sur case blanche f7 · Pion noir sur case noire g7 · Fou noir sur case blanche e6 · Dame noire sur case noire f6 · Pion noir sur case noire h6 · Pion noir sur case blanche b5 · Pion noir sur case blanche d5 · Cavalier noir sur case noire b4 · bas sur case noire d4 · Cavalier blanc sur case blanche b3 · Pion noir sur case noire c3 · Cavalier blanc sur case blanche f3 · Pion blanc sur case blanche h3 · bas sur case blanche c2 · Dame blanche sur case blanche e2 · Pion blanc sur case noire f2 · Pion blanc sur case blanche g2 · Tour blanche sur case noire a1 · Fou blanc sur case blanche b1 · Fou blanc sur case noire c1 · Tour blanche sur case blanche f1 · Roi blanc sur case noire g1 | Tour noire sur case blanche a8 · Tour noire sur case noire f8 · Roi noir sur case blanche g8 · Fou noir sur case noire a7 · Pion noir sur case noire c7 · Pion noir sur case blanche f7 · Pion noir sur case noire g7 · Fou noir sur case blanche e6 · Dame noire sur case noire f6 · Pion noir sur case noire h6 · Pion noir sur case blanche b5 · Pion noir sur case blanche d5 · Cavalier noir sur case noire b4 · bas sur case noire d4 · Cavalier blanc sur case blanche b3 · Pion noir sur case noire c3 · Cavalier blanc sur case blanche f3 · Pion blanc sur case blanche h3 · bas sur case blanche c2 · Dame blanche sur case blanche e2 · Pion blanc sur case noire f2 · Pion blanc sur case blanche g2 · Tour blanche sur case noire a1 · Fou blanc sur case blanche b1 · Fou blanc sur case noire c1 · Tour blanche sur case blanche f1 · Roi blanc sur case noire g1 | Tour noire sur case blanche a8 · Tour noire sur case noire f8 · Roi noir sur case blanche g8 · Fou noir sur case noire a7 · Pion noir sur case noire c7 · Pion noir sur case blanche f7 · Pion noir sur case noire g7 · Fou noir sur case blanche e6 · Dame noire sur case noire f6 · Pion noir sur case noire h6 · Pion noir sur case blanche b5 · Pion noir sur case blanche d5 · Cavalier noir sur case noire b4 · bas sur case noire d4 · Cavalier blanc sur case blanche b3 · Pion noir sur case noire c3 · Cavalier blanc sur case blanche f3 · Pion blanc sur case blanche h3 · bas sur case blanche c2 · Dame blanche sur case blanche e2 · Pion blanc sur case noire f2 · Pion blanc sur case blanche g2 · Tour blanche sur case noire a1 · Fou blanc sur case blanche b1 · Fou blanc sur case noire c1 · Tour blanche sur case blanche f1 · Roi blanc sur case noire g1 | 6 |
| 5 | Tour noire sur case blanche a8 · Tour noire sur case noire f8 · Roi noir sur case blanche g8 · Fou noir sur case noire a7 · Pion noir sur case noire c7 · Pion noir sur case blanche f7 · Pion noir sur case noire g7 · Fou noir sur case blanche e6 · Dame noire sur case noire f6 · Pion noir sur case noire h6 · Pion noir sur case blanche b5 · Pion noir sur case blanche d5 · Cavalier noir sur case noire b4 · bas sur case noire d4 · Cavalier blanc sur case blanche b3 · Pion noir sur case noire c3 · Cavalier blanc sur case blanche f3 · Pion blanc sur case blanche h3 · bas sur case blanche c2 · Dame blanche sur case blanche e2 · Pion blanc sur case noire f2 · Pion blanc sur case blanche g2 · Tour blanche sur case noire a1 · Fou blanc sur case blanche b1 · Fou blanc sur case noire c1 · Tour blanche sur case blanche f1 · Roi blanc sur case noire g1 | Tour noire sur case blanche a8 · Tour noire sur case noire f8 · Roi noir sur case blanche g8 · Fou noir sur case noire a7 · Pion noir sur case noire c7 · Pion noir sur case blanche f7 · Pion noir sur case noire g7 · Fou noir sur case blanche e6 · Dame noire sur case noire f6 · Pion noir sur case noire h6 · Pion noir sur case blanche b5 · Pion noir sur case blanche d5 · Cavalier noir sur case noire b4 · bas sur case noire d4 · Cavalier blanc sur case blanche b3 · Pion noir sur case noire c3 · Cavalier blanc sur case blanche f3 · Pion blanc sur case blanche h3 · bas sur case blanche c2 · Dame blanche sur case blanche e2 · Pion blanc sur case noire f2 · Pion blanc sur case blanche g2 · Tour blanche sur case noire a1 · Fou blanc sur case blanche b1 · Fou blanc sur case noire c1 · Tour blanche sur case blanche f1 · Roi blanc sur case noire g1 | Tour noire sur case blanche a8 · Tour noire sur case noire f8 · Roi noir sur case blanche g8 · Fou noir sur case noire a7 · Pion noir sur case noire c7 · Pion noir sur case blanche f7 · Pion noir sur case noire g7 · Fou noir sur case blanche e6 · Dame noire sur case noire f6 · Pion noir sur case noire h6 · Pion noir sur case blanche b5 · Pion noir sur case blanche d5 · Cavalier noir sur case noire b4 · bas sur case noire d4 · Cavalier blanc sur case blanche b3 · Pion noir sur case noire c3 · Cavalier blanc sur case blanche f3 · Pion blanc sur case blanche h3 · bas sur case blanche c2 · Dame blanche sur case blanche e2 · Pion blanc sur case noire f2 · Pion blanc sur case blanche g2 · Tour blanche sur case noire a1 · Fou blanc sur case blanche b1 · Fou blanc sur case noire c1 · Tour blanche sur case blanche f1 · Roi blanc sur case noire g1 | Tour noire sur case blanche a8 · Tour noire sur case noire f8 · Roi noir sur case blanche g8 · Fou noir sur case noire a7 · Pion noir sur case noire c7 · Pion noir sur case blanche f7 · Pion noir sur case noire g7 · Fou noir sur case blanche e6 · Dame noire sur case noire f6 · Pion noir sur case noire h6 · Pion noir sur case blanche b5 · Pion noir sur case blanche d5 · Cavalier noir sur case noire b4 · bas sur case noire d4 · Cavalier blanc sur case blanche b3 · Pion noir sur case noire c3 · Cavalier blanc sur case blanche f3 · Pion blanc sur case blanche h3 · bas sur case blanche c2 · Dame blanche sur case blanche e2 · Pion blanc sur case noire f2 · Pion blanc sur case blanche g2 · Tour blanche sur case noire a1 · Fou blanc sur case blanche b1 · Fou blanc sur case noire c1 · Tour blanche sur case blanche f1 · Roi blanc sur case noire g1 | Tour noire sur case blanche a8 · Tour noire sur case noire f8 · Roi noir sur case blanche g8 · Fou noir sur case noire a7 · Pion noir sur case noire c7 · Pion noir sur case blanche f7 · Pion noir sur case noire g7 · Fou noir sur case blanche e6 · Dame noire sur case noire f6 · Pion noir sur case noire h6 · Pion noir sur case blanche b5 · Pion noir sur case blanche d5 · Cavalier noir sur case noire b4 · bas sur case noire d4 · Cavalier blanc sur case blanche b3 · Pion noir sur case noire c3 · Cavalier blanc sur case blanche f3 · Pion blanc sur case blanche h3 · bas sur case blanche c2 · Dame blanche sur case blanche e2 · Pion blanc sur case noire f2 · Pion blanc sur case blanche g2 · Tour blanche sur case noire a1 · Fou blanc sur case blanche b1 · Fou blanc sur case noire c1 · Tour blanche sur case blanche f1 · Roi blanc sur case noire g1 | Tour noire sur case blanche a8 · Tour noire sur case noire f8 · Roi noir sur case blanche g8 · Fou noir sur case noire a7 · Pion noir sur case noire c7 · Pion noir sur case blanche f7 · Pion noir sur case noire g7 · Fou noir sur case blanche e6 · Dame noire sur case noire f6 · Pion noir sur case noire h6 · Pion noir sur case blanche b5 · Pion noir sur case blanche d5 · Cavalier noir sur case noire b4 · bas sur case noire d4 · Cavalier blanc sur case blanche b3 · Pion noir sur case noire c3 · Cavalier blanc sur case blanche f3 · Pion blanc sur case blanche h3 · bas sur case blanche c2 · Dame blanche sur case blanche e2 · Pion blanc sur case noire f2 · Pion blanc sur case blanche g2 · Tour blanche sur case noire a1 · Fou blanc sur case blanche b1 · Fou blanc sur case noire c1 · Tour blanche sur case blanche f1 · Roi blanc sur case noire g1 | Tour noire sur case blanche a8 · Tour noire sur case noire f8 · Roi noir sur case blanche g8 · Fou noir sur case noire a7 · Pion noir sur case noire c7 · Pion noir sur case blanche f7 · Pion noir sur case noire g7 · Fou noir sur case blanche e6 · Dame noire sur case noire f6 · Pion noir sur case noire h6 · Pion noir sur case blanche b5 · Pion noir sur case blanche d5 · Cavalier noir sur case noire b4 · bas sur case noire d4 · Cavalier blanc sur case blanche b3 · Pion noir sur case noire c3 · Cavalier blanc sur case blanche f3 · Pion blanc sur case blanche h3 · bas sur case blanche c2 · Dame blanche sur case blanche e2 · Pion blanc sur case noire f2 · Pion blanc sur case blanche g2 · Tour blanche sur case noire a1 · Fou blanc sur case blanche b1 · Fou blanc sur case noire c1 · Tour blanche sur case blanche f1 · Roi blanc sur case noire g1 | Tour noire sur case blanche a8 · Tour noire sur case noire f8 · Roi noir sur case blanche g8 · Fou noir sur case noire a7 · Pion noir sur case noire c7 · Pion noir sur case blanche f7 · Pion noir sur case noire g7 · Fou noir sur case blanche e6 · Dame noire sur case noire f6 · Pion noir sur case noire h6 · Pion noir sur case blanche b5 · Pion noir sur case blanche d5 · Cavalier noir sur case noire b4 · bas sur case noire d4 · Cavalier blanc sur case blanche b3 · Pion noir sur case noire c3 · Cavalier blanc sur case blanche f3 · Pion blanc sur case blanche h3 · bas sur case blanche c2 · Dame blanche sur case blanche e2 · Pion blanc sur case noire f2 · Pion blanc sur case blanche g2 · Tour blanche sur case noire a1 · Fou blanc sur case blanche b1 · Fou blanc sur case noire c1 · Tour blanche sur case blanche f1 · Roi blanc sur case noire g1 | 5 |
| 4 | Tour noire sur case blanche a8 · Tour noire sur case noire f8 · Roi noir sur case blanche g8 · Fou noir sur case noire a7 · Pion noir sur case noire c7 · Pion noir sur case blanche f7 · Pion noir sur case noire g7 · Fou noir sur case blanche e6 · Dame noire sur case noire f6 · Pion noir sur case noire h6 · Pion noir sur case blanche b5 · Pion noir sur case blanche d5 · Cavalier noir sur case noire b4 · bas sur case noire d4 · Cavalier blanc sur case blanche b3 · Pion noir sur case noire c3 · Cavalier blanc sur case blanche f3 · Pion blanc sur case blanche h3 · bas sur case blanche c2 · Dame blanche sur case blanche e2 · Pion blanc sur case noire f2 · Pion blanc sur case blanche g2 · Tour blanche sur case noire a1 · Fou blanc sur case blanche b1 · Fou blanc sur case noire c1 · Tour blanche sur case blanche f1 · Roi blanc sur case noire g1 | Tour noire sur case blanche a8 · Tour noire sur case noire f8 · Roi noir sur case blanche g8 · Fou noir sur case noire a7 · Pion noir sur case noire c7 · Pion noir sur case blanche f7 · Pion noir sur case noire g7 · Fou noir sur case blanche e6 · Dame noire sur case noire f6 · Pion noir sur case noire h6 · Pion noir sur case blanche b5 · Pion noir sur case blanche d5 · Cavalier noir sur case noire b4 · bas sur case noire d4 · Cavalier blanc sur case blanche b3 · Pion noir sur case noire c3 · Cavalier blanc sur case blanche f3 · Pion blanc sur case blanche h3 · bas sur case blanche c2 · Dame blanche sur case blanche e2 · Pion blanc sur case noire f2 · Pion blanc sur case blanche g2 · Tour blanche sur case noire a1 · Fou blanc sur case blanche b1 · Fou blanc sur case noire c1 · Tour blanche sur case blanche f1 · Roi blanc sur case noire g1 | Tour noire sur case blanche a8 · Tour noire sur case noire f8 · Roi noir sur case blanche g8 · Fou noir sur case noire a7 · Pion noir sur case noire c7 · Pion noir sur case blanche f7 · Pion noir sur case noire g7 · Fou noir sur case blanche e6 · Dame noire sur case noire f6 · Pion noir sur case noire h6 · Pion noir sur case blanche b5 · Pion noir sur case blanche d5 · Cavalier noir sur case noire b4 · bas sur case noire d4 · Cavalier blanc sur case blanche b3 · Pion noir sur case noire c3 · Cavalier blanc sur case blanche f3 · Pion blanc sur case blanche h3 · bas sur case blanche c2 · Dame blanche sur case blanche e2 · Pion blanc sur case noire f2 · Pion blanc sur case blanche g2 · Tour blanche sur case noire a1 · Fou blanc sur case blanche b1 · Fou blanc sur case noire c1 · Tour blanche sur case blanche f1 · Roi blanc sur case noire g1 | Tour noire sur case blanche a8 · Tour noire sur case noire f8 · Roi noir sur case blanche g8 · Fou noir sur case noire a7 · Pion noir sur case noire c7 · Pion noir sur case blanche f7 · Pion noir sur case noire g7 · Fou noir sur case blanche e6 · Dame noire sur case noire f6 · Pion noir sur case noire h6 · Pion noir sur case blanche b5 · Pion noir sur case blanche d5 · Cavalier noir sur case noire b4 · bas sur case noire d4 · Cavalier blanc sur case blanche b3 · Pion noir sur case noire c3 · Cavalier blanc sur case blanche f3 · Pion blanc sur case blanche h3 · bas sur case blanche c2 · Dame blanche sur case blanche e2 · Pion blanc sur case noire f2 · Pion blanc sur case blanche g2 · Tour blanche sur case noire a1 · Fou blanc sur case blanche b1 · Fou blanc sur case noire c1 · Tour blanche sur case blanche f1 · Roi blanc sur case noire g1 | Tour noire sur case blanche a8 · Tour noire sur case noire f8 · Roi noir sur case blanche g8 · Fou noir sur case noire a7 · Pion noir sur case noire c7 · Pion noir sur case blanche f7 · Pion noir sur case noire g7 · Fou noir sur case blanche e6 · Dame noire sur case noire f6 · Pion noir sur case noire h6 · Pion noir sur case blanche b5 · Pion noir sur case blanche d5 · Cavalier noir sur case noire b4 · bas sur case noire d4 · Cavalier blanc sur case blanche b3 · Pion noir sur case noire c3 · Cavalier blanc sur case blanche f3 · Pion blanc sur case blanche h3 · bas sur case blanche c2 · Dame blanche sur case blanche e2 · Pion blanc sur case noire f2 · Pion blanc sur case blanche g2 · Tour blanche sur case noire a1 · Fou blanc sur case blanche b1 · Fou blanc sur case noire c1 · Tour blanche sur case blanche f1 · Roi blanc sur case noire g1 | Tour noire sur case blanche a8 · Tour noire sur case noire f8 · Roi noir sur case blanche g8 · Fou noir sur case noire a7 · Pion noir sur case noire c7 · Pion noir sur case blanche f7 · Pion noir sur case noire g7 · Fou noir sur case blanche e6 · Dame noire sur case noire f6 · Pion noir sur case noire h6 · Pion noir sur case blanche b5 · Pion noir sur case blanche d5 · Cavalier noir sur case noire b4 · bas sur case noire d4 · Cavalier blanc sur case blanche b3 · Pion noir sur case noire c3 · Cavalier blanc sur case blanche f3 · Pion blanc sur case blanche h3 · bas sur case blanche c2 · Dame blanche sur case blanche e2 · Pion blanc sur case noire f2 · Pion blanc sur case blanche g2 · Tour blanche sur case noire a1 · Fou blanc sur case blanche b1 · Fou blanc sur case noire c1 · Tour blanche sur case blanche f1 · Roi blanc sur case noire g1 | Tour noire sur case blanche a8 · Tour noire sur case noire f8 · Roi noir sur case blanche g8 · Fou noir sur case noire a7 · Pion noir sur case noire c7 · Pion noir sur case blanche f7 · Pion noir sur case noire g7 · Fou noir sur case blanche e6 · Dame noire sur case noire f6 · Pion noir sur case noire h6 · Pion noir sur case blanche b5 · Pion noir sur case blanche d5 · Cavalier noir sur case noire b4 · bas sur case noire d4 · Cavalier blanc sur case blanche b3 · Pion noir sur case noire c3 · Cavalier blanc sur case blanche f3 · Pion blanc sur case blanche h3 · bas sur case blanche c2 · Dame blanche sur case blanche e2 · Pion blanc sur case noire f2 · Pion blanc sur case blanche g2 · Tour blanche sur case noire a1 · Fou blanc sur case blanche b1 · Fou blanc sur case noire c1 · Tour blanche sur case blanche f1 · Roi blanc sur case noire g1 | Tour noire sur case blanche a8 · Tour noire sur case noire f8 · Roi noir sur case blanche g8 · Fou noir sur case noire a7 · Pion noir sur case noire c7 · Pion noir sur case blanche f7 · Pion noir sur case noire g7 · Fou noir sur case blanche e6 · Dame noire sur case noire f6 · Pion noir sur case noire h6 · Pion noir sur case blanche b5 · Pion noir sur case blanche d5 · Cavalier noir sur case noire b4 · bas sur case noire d4 · Cavalier blanc sur case blanche b3 · Pion noir sur case noire c3 · Cavalier blanc sur case blanche f3 · Pion blanc sur case blanche h3 · bas sur case blanche c2 · Dame blanche sur case blanche e2 · Pion blanc sur case noire f2 · Pion blanc sur case blanche g2 · Tour blanche sur case noire a1 · Fou blanc sur case blanche b1 · Fou blanc sur case noire c1 · Tour blanche sur case blanche f1 · Roi blanc sur case noire g1 | 4 |
| 3 | Tour noire sur case blanche a8 · Tour noire sur case noire f8 · Roi noir sur case blanche g8 · Fou noir sur case noire a7 · Pion noir sur case noire c7 · Pion noir sur case blanche f7 · Pion noir sur case noire g7 · Fou noir sur case blanche e6 · Dame noire sur case noire f6 · Pion noir sur case noire h6 · Pion noir sur case blanche b5 · Pion noir sur case blanche d5 · Cavalier noir sur case noire b4 · bas sur case noire d4 · Cavalier blanc sur case blanche b3 · Pion noir sur case noire c3 · Cavalier blanc sur case blanche f3 · Pion blanc sur case blanche h3 · bas sur case blanche c2 · Dame blanche sur case blanche e2 · Pion blanc sur case noire f2 · Pion blanc sur case blanche g2 · Tour blanche sur case noire a1 · Fou blanc sur case blanche b1 · Fou blanc sur case noire c1 · Tour blanche sur case blanche f1 · Roi blanc sur case noire g1 | Tour noire sur case blanche a8 · Tour noire sur case noire f8 · Roi noir sur case blanche g8 · Fou noir sur case noire a7 · Pion noir sur case noire c7 · Pion noir sur case blanche f7 · Pion noir sur case noire g7 · Fou noir sur case blanche e6 · Dame noire sur case noire f6 · Pion noir sur case noire h6 · Pion noir sur case blanche b5 · Pion noir sur case blanche d5 · Cavalier noir sur case noire b4 · bas sur case noire d4 · Cavalier blanc sur case blanche b3 · Pion noir sur case noire c3 · Cavalier blanc sur case blanche f3 · Pion blanc sur case blanche h3 · bas sur case blanche c2 · Dame blanche sur case blanche e2 · Pion blanc sur case noire f2 · Pion blanc sur case blanche g2 · Tour blanche sur case noire a1 · Fou blanc sur case blanche b1 · Fou blanc sur case noire c1 · Tour blanche sur case blanche f1 · Roi blanc sur case noire g1 | Tour noire sur case blanche a8 · Tour noire sur case noire f8 · Roi noir sur case blanche g8 · Fou noir sur case noire a7 · Pion noir sur case noire c7 · Pion noir sur case blanche f7 · Pion noir sur case noire g7 · Fou noir sur case blanche e6 · Dame noire sur case noire f6 · Pion noir sur case noire h6 · Pion noir sur case blanche b5 · Pion noir sur case blanche d5 · Cavalier noir sur case noire b4 · bas sur case noire d4 · Cavalier blanc sur case blanche b3 · Pion noir sur case noire c3 · Cavalier blanc sur case blanche f3 · Pion blanc sur case blanche h3 · bas sur case blanche c2 · Dame blanche sur case blanche e2 · Pion blanc sur case noire f2 · Pion blanc sur case blanche g2 · Tour blanche sur case noire a1 · Fou blanc sur case blanche b1 · Fou blanc sur case noire c1 · Tour blanche sur case blanche f1 · Roi blanc sur case noire g1 | Tour noire sur case blanche a8 · Tour noire sur case noire f8 · Roi noir sur case blanche g8 · Fou noir sur case noire a7 · Pion noir sur case noire c7 · Pion noir sur case blanche f7 · Pion noir sur case noire g7 · Fou noir sur case blanche e6 · Dame noire sur case noire f6 · Pion noir sur case noire h6 · Pion noir sur case blanche b5 · Pion noir sur case blanche d5 · Cavalier noir sur case noire b4 · bas sur case noire d4 · Cavalier blanc sur case blanche b3 · Pion noir sur case noire c3 · Cavalier blanc sur case blanche f3 · Pion blanc sur case blanche h3 · bas sur case blanche c2 · Dame blanche sur case blanche e2 · Pion blanc sur case noire f2 · Pion blanc sur case blanche g2 · Tour blanche sur case noire a1 · Fou blanc sur case blanche b1 · Fou blanc sur case noire c1 · Tour blanche sur case blanche f1 · Roi blanc sur case noire g1 | Tour noire sur case blanche a8 · Tour noire sur case noire f8 · Roi noir sur case blanche g8 · Fou noir sur case noire a7 · Pion noir sur case noire c7 · Pion noir sur case blanche f7 · Pion noir sur case noire g7 · Fou noir sur case blanche e6 · Dame noire sur case noire f6 · Pion noir sur case noire h6 · Pion noir sur case blanche b5 · Pion noir sur case blanche d5 · Cavalier noir sur case noire b4 · bas sur case noire d4 · Cavalier blanc sur case blanche b3 · Pion noir sur case noire c3 · Cavalier blanc sur case blanche f3 · Pion blanc sur case blanche h3 · bas sur case blanche c2 · Dame blanche sur case blanche e2 · Pion blanc sur case noire f2 · Pion blanc sur case blanche g2 · Tour blanche sur case noire a1 · Fou blanc sur case blanche b1 · Fou blanc sur case noire c1 · Tour blanche sur case blanche f1 · Roi blanc sur case noire g1 | Tour noire sur case blanche a8 · Tour noire sur case noire f8 · Roi noir sur case blanche g8 · Fou noir sur case noire a7 · Pion noir sur case noire c7 · Pion noir sur case blanche f7 · Pion noir sur case noire g7 · Fou noir sur case blanche e6 · Dame noire sur case noire f6 · Pion noir sur case noire h6 · Pion noir sur case blanche b5 · Pion noir sur case blanche d5 · Cavalier noir sur case noire b4 · bas sur case noire d4 · Cavalier blanc sur case blanche b3 · Pion noir sur case noire c3 · Cavalier blanc sur case blanche f3 · Pion blanc sur case blanche h3 · bas sur case blanche c2 · Dame blanche sur case blanche e2 · Pion blanc sur case noire f2 · Pion blanc sur case blanche g2 · Tour blanche sur case noire a1 · Fou blanc sur case blanche b1 · Fou blanc sur case noire c1 · Tour blanche sur case blanche f1 · Roi blanc sur case noire g1 | Tour noire sur case blanche a8 · Tour noire sur case noire f8 · Roi noir sur case blanche g8 · Fou noir sur case noire a7 · Pion noir sur case noire c7 · Pion noir sur case blanche f7 · Pion noir sur case noire g7 · Fou noir sur case blanche e6 · Dame noire sur case noire f6 · Pion noir sur case noire h6 · Pion noir sur case blanche b5 · Pion noir sur case blanche d5 · Cavalier noir sur case noire b4 · bas sur case noire d4 · Cavalier blanc sur case blanche b3 · Pion noir sur case noire c3 · Cavalier blanc sur case blanche f3 · Pion blanc sur case blanche h3 · bas sur case blanche c2 · Dame blanche sur case blanche e2 · Pion blanc sur case noire f2 · Pion blanc sur case blanche g2 · Tour blanche sur case noire a1 · Fou blanc sur case blanche b1 · Fou blanc sur case noire c1 · Tour blanche sur case blanche f1 · Roi blanc sur case noire g1 | Tour noire sur case blanche a8 · Tour noire sur case noire f8 · Roi noir sur case blanche g8 · Fou noir sur case noire a7 · Pion noir sur case noire c7 · Pion noir sur case blanche f7 · Pion noir sur case noire g7 · Fou noir sur case blanche e6 · Dame noire sur case noire f6 · Pion noir sur case noire h6 · Pion noir sur case blanche b5 · Pion noir sur case blanche d5 · Cavalier noir sur case noire b4 · bas sur case noire d4 · Cavalier blanc sur case blanche b3 · Pion noir sur case noire c3 · Cavalier blanc sur case blanche f3 · Pion blanc sur case blanche h3 · bas sur case blanche c2 · Dame blanche sur case blanche e2 · Pion blanc sur case noire f2 · Pion blanc sur case blanche g2 · Tour blanche sur case noire a1 · Fou blanc sur case blanche b1 · Fou blanc sur case noire c1 · Tour blanche sur case blanche f1 · Roi blanc sur case noire g1 | 3 |
| 2 | Tour noire sur case blanche a8 · Tour noire sur case noire f8 · Roi noir sur case blanche g8 · Fou noir sur case noire a7 · Pion noir sur case noire c7 · Pion noir sur case blanche f7 · Pion noir sur case noire g7 · Fou noir sur case blanche e6 · Dame noire sur case noire f6 · Pion noir sur case noire h6 · Pion noir sur case blanche b5 · Pion noir sur case blanche d5 · Cavalier noir sur case noire b4 · bas sur case noire d4 · Cavalier blanc sur case blanche b3 · Pion noir sur case noire c3 · Cavalier blanc sur case blanche f3 · Pion blanc sur case blanche h3 · bas sur case blanche c2 · Dame blanche sur case blanche e2 · Pion blanc sur case noire f2 · Pion blanc sur case blanche g2 · Tour blanche sur case noire a1 · Fou blanc sur case blanche b1 · Fou blanc sur case noire c1 · Tour blanche sur case blanche f1 · Roi blanc sur case noire g1 | Tour noire sur case blanche a8 · Tour noire sur case noire f8 · Roi noir sur case blanche g8 · Fou noir sur case noire a7 · Pion noir sur case noire c7 · Pion noir sur case blanche f7 · Pion noir sur case noire g7 · Fou noir sur case blanche e6 · Dame noire sur case noire f6 · Pion noir sur case noire h6 · Pion noir sur case blanche b5 · Pion noir sur case blanche d5 · Cavalier noir sur case noire b4 · bas sur case noire d4 · Cavalier blanc sur case blanche b3 · Pion noir sur case noire c3 · Cavalier blanc sur case blanche f3 · Pion blanc sur case blanche h3 · bas sur case blanche c2 · Dame blanche sur case blanche e2 · Pion blanc sur case noire f2 · Pion blanc sur case blanche g2 · Tour blanche sur case noire a1 · Fou blanc sur case blanche b1 · Fou blanc sur case noire c1 · Tour blanche sur case blanche f1 · Roi blanc sur case noire g1 | Tour noire sur case blanche a8 · Tour noire sur case noire f8 · Roi noir sur case blanche g8 · Fou noir sur case noire a7 · Pion noir sur case noire c7 · Pion noir sur case blanche f7 · Pion noir sur case noire g7 · Fou noir sur case blanche e6 · Dame noire sur case noire f6 · Pion noir sur case noire h6 · Pion noir sur case blanche b5 · Pion noir sur case blanche d5 · Cavalier noir sur case noire b4 · bas sur case noire d4 · Cavalier blanc sur case blanche b3 · Pion noir sur case noire c3 · Cavalier blanc sur case blanche f3 · Pion blanc sur case blanche h3 · bas sur case blanche c2 · Dame blanche sur case blanche e2 · Pion blanc sur case noire f2 · Pion blanc sur case blanche g2 · Tour blanche sur case noire a1 · Fou blanc sur case blanche b1 · Fou blanc sur case noire c1 · Tour blanche sur case blanche f1 · Roi blanc sur case noire g1 | Tour noire sur case blanche a8 · Tour noire sur case noire f8 · Roi noir sur case blanche g8 · Fou noir sur case noire a7 · Pion noir sur case noire c7 · Pion noir sur case blanche f7 · Pion noir sur case noire g7 · Fou noir sur case blanche e6 · Dame noire sur case noire f6 · Pion noir sur case noire h6 · Pion noir sur case blanche b5 · Pion noir sur case blanche d5 · Cavalier noir sur case noire b4 · bas sur case noire d4 · Cavalier blanc sur case blanche b3 · Pion noir sur case noire c3 · Cavalier blanc sur case blanche f3 · Pion blanc sur case blanche h3 · bas sur case blanche c2 · Dame blanche sur case blanche e2 · Pion blanc sur case noire f2 · Pion blanc sur case blanche g2 · Tour blanche sur case noire a1 · Fou blanc sur case blanche b1 · Fou blanc sur case noire c1 · Tour blanche sur case blanche f1 · Roi blanc sur case noire g1 | Tour noire sur case blanche a8 · Tour noire sur case noire f8 · Roi noir sur case blanche g8 · Fou noir sur case noire a7 · Pion noir sur case noire c7 · Pion noir sur case blanche f7 · Pion noir sur case noire g7 · Fou noir sur case blanche e6 · Dame noire sur case noire f6 · Pion noir sur case noire h6 · Pion noir sur case blanche b5 · Pion noir sur case blanche d5 · Cavalier noir sur case noire b4 · bas sur case noire d4 · Cavalier blanc sur case blanche b3 · Pion noir sur case noire c3 · Cavalier blanc sur case blanche f3 · Pion blanc sur case blanche h3 · bas sur case blanche c2 · Dame blanche sur case blanche e2 · Pion blanc sur case noire f2 · Pion blanc sur case blanche g2 · Tour blanche sur case noire a1 · Fou blanc sur case blanche b1 · Fou blanc sur case noire c1 · Tour blanche sur case blanche f1 · Roi blanc sur case noire g1 | Tour noire sur case blanche a8 · Tour noire sur case noire f8 · Roi noir sur case blanche g8 · Fou noir sur case noire a7 · Pion noir sur case noire c7 · Pion noir sur case blanche f7 · Pion noir sur case noire g7 · Fou noir sur case blanche e6 · Dame noire sur case noire f6 · Pion noir sur case noire h6 · Pion noir sur case blanche b5 · Pion noir sur case blanche d5 · Cavalier noir sur case noire b4 · bas sur case noire d4 · Cavalier blanc sur case blanche b3 · Pion noir sur case noire c3 · Cavalier blanc sur case blanche f3 · Pion blanc sur case blanche h3 · bas sur case blanche c2 · Dame blanche sur case blanche e2 · Pion blanc sur case noire f2 · Pion blanc sur case blanche g2 · Tour blanche sur case noire a1 · Fou blanc sur case blanche b1 · Fou blanc sur case noire c1 · Tour blanche sur case blanche f1 · Roi blanc sur case noire g1 | Tour noire sur case blanche a8 · Tour noire sur case noire f8 · Roi noir sur case blanche g8 · Fou noir sur case noire a7 · Pion noir sur case noire c7 · Pion noir sur case blanche f7 · Pion noir sur case noire g7 · Fou noir sur case blanche e6 · Dame noire sur case noire f6 · Pion noir sur case noire h6 · Pion noir sur case blanche b5 · Pion noir sur case blanche d5 · Cavalier noir sur case noire b4 · bas sur case noire d4 · Cavalier blanc sur case blanche b3 · Pion noir sur case noire c3 · Cavalier blanc sur case blanche f3 · Pion blanc sur case blanche h3 · bas sur case blanche c2 · Dame blanche sur case blanche e2 · Pion blanc sur case noire f2 · Pion blanc sur case blanche g2 · Tour blanche sur case noire a1 · Fou blanc sur case blanche b1 · Fou blanc sur case noire c1 · Tour blanche sur case blanche f1 · Roi blanc sur case noire g1 | Tour noire sur case blanche a8 · Tour noire sur case noire f8 · Roi noir sur case blanche g8 · Fou noir sur case noire a7 · Pion noir sur case noire c7 · Pion noir sur case blanche f7 · Pion noir sur case noire g7 · Fou noir sur case blanche e6 · Dame noire sur case noire f6 · Pion noir sur case noire h6 · Pion noir sur case blanche b5 · Pion noir sur case blanche d5 · Cavalier noir sur case noire b4 · bas sur case noire d4 · Cavalier blanc sur case blanche b3 · Pion noir sur case noire c3 · Cavalier blanc sur case blanche f3 · Pion blanc sur case blanche h3 · bas sur case blanche c2 · Dame blanche sur case blanche e2 · Pion blanc sur case noire f2 · Pion blanc sur case blanche g2 · Tour blanche sur case noire a1 · Fou blanc sur case blanche b1 · Fou blanc sur case noire c1 · Tour blanche sur case blanche f1 · Roi blanc sur case noire g1 | 2 |
| 1 | Tour noire sur case blanche a8 · Tour noire sur case noire f8 · Roi noir sur case blanche g8 · Fou noir sur case noire a7 · Pion noir sur case noire c7 · Pion noir sur case blanche f7 · Pion noir sur case noire g7 · Fou noir sur case blanche e6 · Dame noire sur case noire f6 · Pion noir sur case noire h6 · Pion noir sur case blanche b5 · Pion noir sur case blanche d5 · Cavalier noir sur case noire b4 · bas sur case noire d4 · Cavalier blanc sur case blanche b3 · Pion noir sur case noire c3 · Cavalier blanc sur case blanche f3 · Pion blanc sur case blanche h3 · bas sur case blanche c2 · Dame blanche sur case blanche e2 · Pion blanc sur case noire f2 · Pion blanc sur case blanche g2 · Tour blanche sur case noire a1 · Fou blanc sur case blanche b1 · Fou blanc sur case noire c1 · Tour blanche sur case blanche f1 · Roi blanc sur case noire g1 | Tour noire sur case blanche a8 · Tour noire sur case noire f8 · Roi noir sur case blanche g8 · Fou noir sur case noire a7 · Pion noir sur case noire c7 · Pion noir sur case blanche f7 · Pion noir sur case noire g7 · Fou noir sur case blanche e6 · Dame noire sur case noire f6 · Pion noir sur case noire h6 · Pion noir sur case blanche b5 · Pion noir sur case blanche d5 · Cavalier noir sur case noire b4 · bas sur case noire d4 · Cavalier blanc sur case blanche b3 · Pion noir sur case noire c3 · Cavalier blanc sur case blanche f3 · Pion blanc sur case blanche h3 · bas sur case blanche c2 · Dame blanche sur case blanche e2 · Pion blanc sur case noire f2 · Pion blanc sur case blanche g2 · Tour blanche sur case noire a1 · Fou blanc sur case blanche b1 · Fou blanc sur case noire c1 · Tour blanche sur case blanche f1 · Roi blanc sur case noire g1 | Tour noire sur case blanche a8 · Tour noire sur case noire f8 · Roi noir sur case blanche g8 · Fou noir sur case noire a7 · Pion noir sur case noire c7 · Pion noir sur case blanche f7 · Pion noir sur case noire g7 · Fou noir sur case blanche e6 · Dame noire sur case noire f6 · Pion noir sur case noire h6 · Pion noir sur case blanche b5 · Pion noir sur case blanche d5 · Cavalier noir sur case noire b4 · bas sur case noire d4 · Cavalier blanc sur case blanche b3 · Pion noir sur case noire c3 · Cavalier blanc sur case blanche f3 · Pion blanc sur case blanche h3 · bas sur case blanche c2 · Dame blanche sur case blanche e2 · Pion blanc sur case noire f2 · Pion blanc sur case blanche g2 · Tour blanche sur case noire a1 · Fou blanc sur case blanche b1 · Fou blanc sur case noire c1 · Tour blanche sur case blanche f1 · Roi blanc sur case noire g1 | Tour noire sur case blanche a8 · Tour noire sur case noire f8 · Roi noir sur case blanche g8 · Fou noir sur case noire a7 · Pion noir sur case noire c7 · Pion noir sur case blanche f7 · Pion noir sur case noire g7 · Fou noir sur case blanche e6 · Dame noire sur case noire f6 · Pion noir sur case noire h6 · Pion noir sur case blanche b5 · Pion noir sur case blanche d5 · Cavalier noir sur case noire b4 · bas sur case noire d4 · Cavalier blanc sur case blanche b3 · Pion noir sur case noire c3 · Cavalier blanc sur case blanche f3 · Pion blanc sur case blanche h3 · bas sur case blanche c2 · Dame blanche sur case blanche e2 · Pion blanc sur case noire f2 · Pion blanc sur case blanche g2 · Tour blanche sur case noire a1 · Fou blanc sur case blanche b1 · Fou blanc sur case noire c1 · Tour blanche sur case blanche f1 · Roi blanc sur case noire g1 | Tour noire sur case blanche a8 · Tour noire sur case noire f8 · Roi noir sur case blanche g8 · Fou noir sur case noire a7 · Pion noir sur case noire c7 · Pion noir sur case blanche f7 · Pion noir sur case noire g7 · Fou noir sur case blanche e6 · Dame noire sur case noire f6 · Pion noir sur case noire h6 · Pion noir sur case blanche b5 · Pion noir sur case blanche d5 · Cavalier noir sur case noire b4 · bas sur case noire d4 · Cavalier blanc sur case blanche b3 · Pion noir sur case noire c3 · Cavalier blanc sur case blanche f3 · Pion blanc sur case blanche h3 · bas sur case blanche c2 · Dame blanche sur case blanche e2 · Pion blanc sur case noire f2 · Pion blanc sur case blanche g2 · Tour blanche sur case noire a1 · Fou blanc sur case blanche b1 · Fou blanc sur case noire c1 · Tour blanche sur case blanche f1 · Roi blanc sur case noire g1 | Tour noire sur case blanche a8 · Tour noire sur case noire f8 · Roi noir sur case blanche g8 · Fou noir sur case noire a7 · Pion noir sur case noire c7 · Pion noir sur case blanche f7 · Pion noir sur case noire g7 · Fou noir sur case blanche e6 · Dame noire sur case noire f6 · Pion noir sur case noire h6 · Pion noir sur case blanche b5 · Pion noir sur case blanche d5 · Cavalier noir sur case noire b4 · bas sur case noire d4 · Cavalier blanc sur case blanche b3 · Pion noir sur case noire c3 · Cavalier blanc sur case blanche f3 · Pion blanc sur case blanche h3 · bas sur case blanche c2 · Dame blanche sur case blanche e2 · Pion blanc sur case noire f2 · Pion blanc sur case blanche g2 · Tour blanche sur case noire a1 · Fou blanc sur case blanche b1 · Fou blanc sur case noire c1 · Tour blanche sur case blanche f1 · Roi blanc sur case noire g1 | Tour noire sur case blanche a8 · Tour noire sur case noire f8 · Roi noir sur case blanche g8 · Fou noir sur case noire a7 · Pion noir sur case noire c7 · Pion noir sur case blanche f7 · Pion noir sur case noire g7 · Fou noir sur case blanche e6 · Dame noire sur case noire f6 · Pion noir sur case noire h6 · Pion noir sur case blanche b5 · Pion noir sur case blanche d5 · Cavalier noir sur case noire b4 · bas sur case noire d4 · Cavalier blanc sur case blanche b3 · Pion noir sur case noire c3 · Cavalier blanc sur case blanche f3 · Pion blanc sur case blanche h3 · bas sur case blanche c2 · Dame blanche sur case blanche e2 · Pion blanc sur case noire f2 · Pion blanc sur case blanche g2 · Tour blanche sur case noire a1 · Fou blanc sur case blanche b1 · Fou blanc sur case noire c1 · Tour blanche sur case blanche f1 · Roi blanc sur case noire g1 | Tour noire sur case blanche a8 · Tour noire sur case noire f8 · Roi noir sur case blanche g8 · Fou noir sur case noire a7 · Pion noir sur case noire c7 · Pion noir sur case blanche f7 · Pion noir sur case noire g7 · Fou noir sur case blanche e6 · Dame noire sur case noire f6 · Pion noir sur case noire h6 · Pion noir sur case blanche b5 · Pion noir sur case blanche d5 · Cavalier noir sur case noire b4 · bas sur case noire d4 · Cavalier blanc sur case blanche b3 · Pion noir sur case noire c3 · Cavalier blanc sur case blanche f3 · Pion blanc sur case blanche h3 · bas sur case blanche c2 · Dame blanche sur case blanche e2 · Pion blanc sur case noire f2 · Pion blanc sur case blanche g2 · Tour blanche sur case noire a1 · Fou blanc sur case blanche b1 · Fou blanc sur case noire c1 · Tour blanche sur case blanche f1 · Roi blanc sur case noire g1 | 1 |
|   | a | b | c | d | e | f | g | h |   |

Garry Kasparov - Joël Lautier,
Linares, 14 mars 1994, ronde 13
Partie italienne (code ECO : C53), :

1.e4 e5 2.Cf3 Cc6 3.Fc4 Fc5 4.c3 Cf6 5.d3 d6 6.Fb3 h6 7.h3 a6 8.Cbd2 Fe6 9.Fc2 Fa7 10.De2 De7 11.b4 d5 12.a4 b5 13.O-O O-O 14.axb5 axb5 15.d4 exd4 16.e5 dxc3 17.exf6 Dxf6 18.Cb3 Cxb4 19.Fb1 (diagramme)
19. ...d4! 20.Txa7 c2 21.Txa8 cxb1=D 22.Txf8+ Rxf8 23.Dxb5?? Dxb3 24.Db8+ Re7 25.Dxc7+ Re8 26.Fd2 Dd8 27.De5 Rf8 28.Cxd4 Cd3 29.De3 Dc4 0-1